# A•DEvantgarde
A•DEvantgarde ist ein Zusammenschluss von Komponisten in München. Er wurde 1991 auf Initiative Wilhelm Killmayers  von Moritz Eggert und Sandeep Bhagwati als eingetragener Verein aDEvantgarde – Projekte Neuer Musik gegründet. Seitdem führt aDEvantgarde alle zwei Jahre das aDEvantgarde-Festival durch.

## Geschichte
Das A•DEvantgarde-Festival fand bisher im Wechsel mit der Münchener Biennale für Neues Musiktheater statt, die immer in geraden Jahren veranstaltet wurden, während das A•DEvantgarde-Festival in ungeraden Jahren stattfindet. Hauptzweck des Festivals ist die Uraufführung bzw. deutsche oder Münchner Erstaufführung von Werken zeitgenössischer Komponisten, die andere Akzente setzen als die Komponisten Neuer Musik, die bisher auf den etablierten Festivals wie z. B. den Donaueschinger Musiktagen, den Darmstädter Ferienkursen oder dem Stuttgarter ECLAT-Festival vorgestellt wurden. Jene Festivals werden bis heute von Kuratoren und etablierten Komponisten veranstaltet, während das A•DEvantgarde-Festival von jüngeren Kuratoren organisiert wird, die ihren Blick auf Veränderung und Weiterentwicklung der Neuen Musik fokussieren.
Bisher (Stand 2011) wurden elf Festivals durchgeführt. Hauptpartner und Förderer waren z. B. das Kulturreferat der Landeshauptstadt München, die Bayerische Akademie der Schönen Künste, die Bayerische Theaterakademie, die Staatliche Hochschule für Musik und Theater München, die Ernst von Siemens Musikstiftung, das Gasteig Kulturzentrum München, I-camp/Neues Theater München, das Schwere Reiter Kulturzentrum, das Münchener Kammerorchester und  der Bayerische Rundfunk. Im Zeitraum zwischen den Festivals finden Einzelkonzerte statt in Zusammenarbeit mit der Bayerischen Akademie der Schönen Künste oder Lautwechsel, beispielsweise  das Konzert zum 75. Geburtstag des Festivalsinitiators Wilhelm Killmayer im Jahr 2002.
Mitglieder von A•DEvantgarde sind neben den Gründern Moritz Eggert und Sandeep Bhagwati bis heute u. a. Klaus Schedl, Leopold Hurt,  Bernhard Weidner, Markus Schmitt, Helga Pogatschar, Markus Muench, Alexander Strauch, Axel F. Singer, Fredrik Schwenk, Johannes X. Schachtner, Markus Lehmann-Horn, Kay Westerman, Carl Christian Bettendorf, Maxim Seloujanov, Benedikt Schiefer, Christian Dieck und Georg Haider.